# Mijokkuk
A Mijokkuk (Hangul: 미역국, Romanization: miyeok-guk) vagy hínárleves egy nem csípős koreai leves, amelynek fő összetevője a mijok, vagyis a hínár. Hagyományosan születésnapi reggeliként fogyasztják az édesanya tiszteletére, valamint szülés után lévő nők körében is kedvelt étel.

## Elkészítés

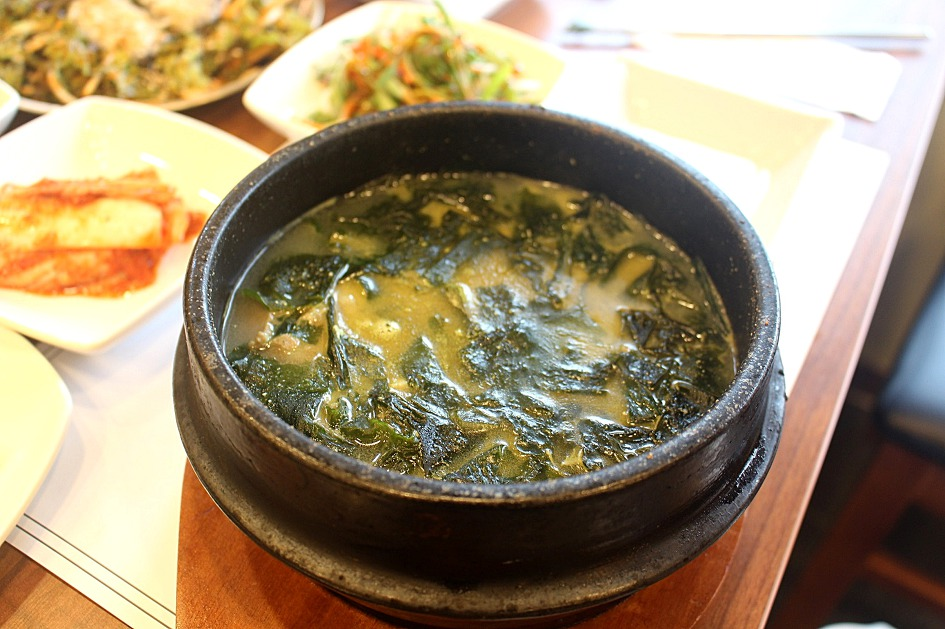
Marhahúsból készült mijokkuk

A fő összetevő a mijok, amit tengeri mustárnak is neveznek. Jellemzően szárított termékből készül, megjelenésében barna, kusza szálak. Az elkészítéshez a hínárt feláztatják, leszűrik, felaprítják, fokhagymával és szezámolajban megpirítják, majd marhahús- vagy halhús-alaplében párolják. Leggyakrabban marhahúst használnak elkészítésekor, közülük a hátszín és a szegyhús a legnépszerűbb választás. Azonban a mijokkuk egyéb változatai olykor különböző sertés- vagy más húsokat, néha pedig tenger gyümölcseit is tartalmaznak; ez utóbbi különösen Korea tengerparti vidékein jellemző.

## Történelem és kultúra
A nők hagyományosan hónapokig eszik ezt a levest a szülés után. A hínáros leves fogyasztásának gyakorlata a Korjó-korba vezethető vissza, és azért kezdődött, mert az emberek észrevették, hogy a bálnák szülés után hínárt esznek. A kínai Tang-dinasztia Csohakki (koreaiul: 조학기) című enciklopédiájában arról írnak, hogy „a Kogurjó-beli emberek, miután látták, hogy a bálnák szülés után sebeik begyógyításának érdekében hínárt esznek, szintén elkezdték hínárral etetni a fiatal édesanyákat”. A Kelet-tengerben élő bálnákat már az őskortól (i.e. 6000-től i.e. 1000-ig) kezdve megfigyelték, és az ulszani Pangude szikláinak 237 képéből a legtöbb bálnát ábrázol.
A Ming-dinasztia orvosi könyvében, a Pen-cao kang-mu-ban (koreaiul: 본초강목, magyarul: „Alapvető tudnivalók a gyógyszertanról”) leírják, hogy „[A hínár] a Kelet-tenger szikláin nő, a tengeri fűhöz hasonlóan puha és hosszú. Segíti a szülést és jó a nőgyógyászati betegségek kezelésére”. A hínárt Korjó regionális különlegességének tartották.
A Ho Dzsun által írt, a Csoszon-dinasztia leghíresebb orvosi könyve, a Tongibogam (koreaiul: 동의보감, magyarul: „A keleti orvoslás alapelvei és gyakorlata”) a hínár gyógyászati tulajdonságairól beszél, mondván: „Hideg, sós ízű és nem mérgező. Csillapítja a láz okozta duzzanatot, felfrissíti a szervezetet, és javítja a vizeletürítést”.
I Ik konfuciánus tudós a Szonghoszaszolban (koreaiul: 성호사설) írt értékelése a hínárlevesről: „A hínáros leves olyan jó, mint a gyógynövényes gyógyszer a várandós nőknek”.
A leves hagyományosan a Szamsin Halmonit (koreaiul: 三神 할머니) szimbolizálja és tiszteli; egy istennőt, aki segíti a nőket a terhesség és a szülés során. A Csoszon-korabeli női szokásairól szóló Csoszonjoszokko (koreaiul: 조선여속고) a következőket írja: „A szülőszoba délnyugati részén előkészítettek három tál rizst, majd Szamsin isten oltárán felajánlották őket. Az anya az ide helyezett rizst és levest mind megette”.
Az emberek születésnapjukon reggelire is eszik ezt a levest, az anyjuk tiszteletére. A születésnapi ünnepségek részeként a vendégeknek mijokkukot szolgálnak fel, rizssüteménnyel és más hagyományos ételekkel együtt. A mijokkukot az év többi részében is fogyasztják. Rizzsel együtt nagyon gyakori köret.
A mijokkuk a koreaiak körében rendkívül kedvelt étel, így gyakran retort- vagy fagyasztva szárított termékként is árusítják Dél-Koreában.
A hínár nem csak a terhes nők számára hasznos, hanem általánosságban is elterjedt a nők körében, mint szépségápolási termék. A nők által gyakran látogatott koreai szaunákban is népszerű étel.

## Egészségügyi előnyök
A hínár jó forrása a K-vitaminnak, ami a véralvadás egyik fontos akadályozó tényezője. A mijokkuk elfogyasztása, amely egy csésze hínárt tartalmaz, lehetővé teszi, hogy a nőknek ajánlott K-vitamin bevitel körülbelül 22%-át, és a férfiaknak ajánlott bevitel körülbelül 29%-át fogyasszuk el.
A hínár továbbá gazdag ásványi anyagokban, például kalciumban és jódban, amelyek elősegítik a méh összehúzódását a szülés után, és vérképzőszerként is működnek. Emellett a hínárlevessel megelőzhető a szülés utáni láz. Mivel a régi időkben az antibiotikumok nem álltak rendelkezésre, főtt hínárlevest készítettek, hogy megelőzzék a gyermekágyi lázat.
Egy híres kórház az Egyesült Államokban felkapott téma lett azáltal, hogy szülés utáni egészséges ételként hínárlevest kínált. Azonban az ausztrál Új-Dél-Wales Állami Egészségügyi Minisztérium kiadott egy figyelmeztetést, amely szerint „A hínárleves túl sok jódot tartalmaz, ami káros lehet az anyákra és az újszülöttekre”.

## Népszerű hiedelmek
Egy, a Hangeul Society által 1957-ben kiadott szótár szerint a „mijokkukot enni” (koreaiul: '미역국 먹었다') kifejezés egy szervezet felbomlását vagy összeomlását jelenti. Úgy gondolják, ez onnan ered, hogy amikor a Csoszon Hadsereg feloszlott, ezt nem tudták közvetlenül kifejezni, hanem helyette úgy fogalmaztak: „Mijokkukot ettem”.
Emellett a fenti kifejezésnek további két jelentése is van a mindennapi életben: az egyik a születésnapot, míg a másik a vizsgán való megbukást takarja. A csúszós, nyálkás hínár az elcsúszásra, elesésre asszociál, ezért a koreai diákok a vizsganapokon kerülik a mijokkuk fogyasztását.
Az új anyáknak szánt hínárt heszan mijoknak (koreaiul: 해산 미역) hívják: ez a fajta hínár széles és hosszú, és sosem alkudnak az árából. Amikor az anyáknak hínárt adnak, az a szokás, hogy inkább kötéllel kötözik meg ahelyett, hogy eltörnék, ugyanis azt tartják, hogy ha a hínárt levágva adjuk oda az anyának, és ő ezt megeszi, akkor nehezebb lesz számára a szülés.

## Fordítás
Ez a szócikk részben vagy egészben a Miyeok-guk című angol Wikipédia-szócikk fordításán alapul. Az eredeti cikk szerkesztőit annak laptörténete sorolja fel. Ez a jelzés csupán a megfogalmazás eredetét és a szerzői jogokat jelzi, nem szolgál a cikkben szereplő információk forrásmegjelöléseként.